# Q0906+6930
Q0906+6930 är en kvasar som är belägen mellan 12,3 miljarder och 26 miljarder ljusår från Jorden i Stora björnen. Den är den mest avlägsna kvasaren som någonsin upptäckts. I mitten av kvasaren finns ett supermassivt svart hål som är 2 miljarder gånger så massivt som solen. Händelsehorisontens volym är ungefär 1 000 gånger större än vårt solsystem. 